# ۴۶۹ (خورشیدی)
۴۶۹ چهارصد و شصت و نهمین سال هجری خورشیدی است.